# Mihajlo D. Mesarovic
Mihajlo D. Mesarovic (Zrenjanin, 2 juli, 1928) is een Servisch-Amerikaans wiskundige, computerwetenschapper en systeemtheoreticus en professor aan de Case Western Reserve University in Cleveland, Ohio. Hij is een van de grondleggers van de wiskundige systeemtheorie en is een van de medewerkers bij de Club van Rome.